# Гаю-Мік
Гаю-Мік (рум. Gaiu Mic) — село у повіті Тіміш в Румунії. Входить до складу комуни Моравіца.
Село розташоване на відстані 396 км на захід від Бухареста, 51 км на південь від Тімішоари.

## Населення
За даними перепису населення 2002 року у селі проживали 195 осіб.
Національний склад населення села:
| Національність | Кількість осіб | Відсоток |
| -------------- | -------------- | -------- |
| румуни         | 170            | 87,2%    |
| угорці         | 15             | 7,7%     |
| серби          | 7              | 3,6%     |

Рідною мовою назвали:
| Мова      | Кількість осіб | Відсоток |
| --------- | -------------- | -------- |
| румунська | 170            | 87,2%    |
| угорська  | 15             | 7,7%     |
| сербська  | 7              | 3,6%     |